# James Jackson Jr.
Pour les articles homonymes, voir Jackson et James Jackson (homonymie).
James Jackson Jr, dit Jimmy Jackson, est un footballeur né le 4 décembre 1900 à Newcastle upon Tyne en Angleterre et mort vers 1976. Il effectue sa carrière professionnelle au sein des clubs anglais et écossais de Queens Park Rangers, Motherwell et Aberdeen avant de rejoindre le Liverpool FC. Il y dispute deux-cent-vingt-quatre matchs entre 1925 et 1933 en tant que défenseur ou milieu de terrain.

## Biographie
James Jackson est le fils de Jimmy Jackson, un joueur de football professionnel écossais. Il naît le 4 décembre 1900 à Newcastle upon Tyne en Angleterre. Son cousin Archie Jackson, né en 1909, sera quant à lui international australien de cricket.
Il commence sa carrière dans les clubs de Queen's Park FC, Motherwell et Aberdeen. Il rejoint le Liverpool Football Club en 1925 et devient capitaine de l'équipe en 1928. Il dispute un total de 224 rencontres avec les « Reds » en Championnat d'Angleterre et en FA Cup. Entre août 1928 et mai 1930, il ne manque que deux des cent-vingt-six matchs de première division. Il marque deux buts lors de ses saisons avec le club anglais : l'un en 1927 contre Tottenham et l'autre en 1933 contre Huddersfield Town.
À l'issue de sa carrière, achevée en 1933, il devient pasteur de l'église presbytérienne.